# Psaume 22 (Bruckner)
Pour les articles homonymes, voir Psaume 22.
Le  Psaume 22, WAB 34, est une mise en musique par Anton Bruckner d'une version allemande du Psaume 23 (Psaume 22 dans la Vulgate).

## Historique
Parmi les cinq psaumes composés par Bruckner, le Psaume 22 est le seul avec accompagnement de piano. L'œuvre a été composée vers 1852 à l'Abbaye de Saint-Florian, mais on ignore quand elle a été exécutée à cette époque. 
Le manuscrit est stocké dans l'archive de l'Abbaye. La première exécution connue a eu lieu le 11 octobre 1921 à Saint-Florian par Franz Xaver Müller.
L'œuvre, qui a été d'abord publiée dans le Volume II/2, pp. 119-130 de la biographie Göllerich/Auer, a été éditée par Paul Hawkshaw en 1997 dans le Volume XX/2 de la Bruckner Gesamtausgabe,.

## Texte
Der Herr ist Hirt und Versorger (Le Seigneur est mon berger et mon soutien)
| [Ein Psalm Davids.] Der Herr regieret mich, und nichts wird mir mangeln: Auf einem Weideplatze, da hat er mich gelagert: am Wasser der Erquickung mich erzogen: Meine Seele bekehret: mich geführt auf die Wege der Gerechtigkeit, um seines Namens willen. Denn wenn ich auch wandle mitten im Todesschatten, so will ich nichts Übels fürchten, weil du bei mir bist. Deine Ruthe und dein Stab, die haben mich getröstet. Du hast einen Tisch vor meinem Angesichte bereitet wider die, so mich quälen. Du hast gesalbet mit Öl mein Haupt: und mein berauschender Becher wie herrlich ist er! Und deine Barmherzigkeit folget mir all' die Tage meines Lebens: Daß ich wohne im Hause des Herrn auf lange Zeit. | [Psaume de David.] L’Éternel est mon berger : je ne manquerai de rien. Il me fait reposer dans de verts pâturages, il me dirige près des eaux paisibles. Il restaure mon âme, il me conduit dans les sentiers de la justice, à cause de son nom. Quand je marche dans la vallée de l’ombre de la mort, je ne crains aucun mal, car tu es avec moi : ta houlette et ton bâton me rassurent. Tu dresses devant moi une table, en face de mes adversaires ; tu oins d’huile ma tête, et ma coupe déborde. Oui, le bonheur et la grâce m’accompagneront tous les jours de ma vie, et j’habiterai dans la maison de l’Éternel jusqu’à la fin de mes jours. |

## Composition
L'œuvre de 131 mesures en mi bémol majeur est conçue pour chœur mixte, solistes et piano.
La première partie est  surtout homophonique avec quelques passages en imitations : "So will ich nichts Übles fürchten", "Du has bereitet einen Tisch", "wie herrlich ist er!" et "Und deine Barmherzigkeit". Comme dans le Magnificat composé à la même époque, les versets sont chantés sur le mode d'un Arioso en alternance par le chœur et les solistes. À la mesure 43, le dernier verset est chanté par le chœur en forme d'une fugue, qui est suivie, à la mesure 115 par un Choral chanté a cappella,.

## Discographie
Il y a trois enregistrements de cette œuvre :
- Franz Farnberger, Anton Bruckner in St. Florian – Requiem & Motetten, Sankt Florianer Sängerknaben, Studio SM D2639 SM 44, 1997
Cet enregistrement, effectué dans l'abbaye de Saint-Florian, procure un parfum d'authenticité.
- Thomas Kerbl, Anton Bruckner – Chöre & Klaviermusik, Chorvereinigung Bruckner 09 et Kammerchor der Anton Bruckner Privatuniversität Linz, CD Bruckner Haus LIVA 034, 2009
- Calmus Ensemble, Bruckner Vocal - Psalm 22, WAB 34 –  Carus, 2023
- Markus Stumpner, Erinnerung - Bruckner in St. Florian, Sankt Florianer Sängerknaben, Solo Musica SM 450, 2024

## Sources
- August Göllerich, Anton Bruckner. Ein Lebens- und Schaffens-Bild, c. 1922  – édition posthume par Max Auer, G. Bosse, Ratisbonne, 1932
- Cornelis van Zwol, Anton Bruckner - Leven en Werken, Thot, Bussum (Pays-Bas), 2012.  (ISBN 90-686-8590-2)
- John Williamson, The Cambridge Companion to Bruckner, Cambridge University Press, 2004.  (ISBN 0-521-80404-3)
- Uwe Harten, Anton Bruckner. Ein Handbuch. Residenz Verlag, Salzbourg, 1996.  (ISBN 3-7017-1030-9).
- Anton Bruckner – Sämtliche Werke, Band XX/2: Psalm 22 (1852), Musikwissenschaftlicher Verlag der Internationalen Bruckner-Gesellschaft, Paul Hawkshaw (Éditeur), Vienne, 1997